# Hulstina imitatrix
Hulstina imitatrix là một loài bướm đêm trong họ Geometridae.